# Trueno
Trueno (espanyol llatinoamericà: Mateo Palacios Corazzina)  (La Boca, 25 de març de 2002) nom artístic de Mateo Palacios Corazzina és un raper argentí i cantant de trap llatí. És conegut sobretot per la seva aparició en la sessió de freestyle "BZRP Freestyle Sessions #6" en col·laboració amb Bizarrap, que va aconseguir superar els 140.000.000 de visualitzacions a YouTube i actualment té el rècord de ser el vídeo de freestyle més vist de la plataforma.

## Carrera
Va començar la seva carrera en les batalles de freestyle amb 14 anys, i es va coronar campió del torneig ACDP Zoo Juniors. El 2017, Trueno es va convertir en campió de la competició Crossing of Champions. El 2018, va participar en la FMS Argentina, on va acabar en últim lloc. El 21 d’octubre de 2019, Trueno es va coronar campió nacional de la competició freestyle de la Batalla dels Gallos Argentina de Red Bull. A finals d’aquest any, Trueno va aconseguir acabar en la primera posició de la competició FMS Argentina. El 23 de juliol de 2020 va publicar el seu àlbum debut anomenat Atrevido. La cançó "Mamichula", en col·laboració amb Nicki Nicole i Bizarrap, es va situar en el primer lloc de la llista Argentina Hot 100 de Billboard. En poc més d’un mes, el videoclip oficial de la cançó va superar les 100.000.000 de visualitzacions a YouTube.
Va treballar al costat de diversos artistes, com Nicki Nicole, Underdann, Bizarrap, Bhavi, Halpe, Wos, XOVOX, C. Terrible, Shaolin Monkeys, entre d'altres.

## Discografia

### Àlbum d’estudi
| Títol    | Detalls de l'àlbum                                                                                        | Pos. | Certificacions    |
| Títol    | Detalls de l'àlbum                                                                                        | SPA  | Certificacions    |
| -------- | --- | ---- | ----------------- |
| Atrevido | - Data de publicació: 23 de juliol de 2020 - Discogràfica: NEUEN - Formats: Descàrrega digital, streaming | 4    | - CAPIF: 4× Platí |

### Senzills
| Títol                                                                                           | Any  | Millor posició en llistes | Millor posició en llistes | Millor posició en llistes | Millor posició en llistes | Certificacions                           | Àlbum             |
| Títol                                                                                           | Any  | ARG                       | PAR                       | SPA                       | WW                        | Certificacions                           | Àlbum             |
| ----------------------------------------------------------------------------------------------- | ---- | ------------------------- | ------------------------- | ------------------------- | ------------------------- | ---------------------------------------- | ----------------- |
| "K.I.N.G"                                                                                       | 2017 | —                         | —                         | —                         | —                         |                                          | Non-album singles |
| "En La Ola"                                                                                     | 2017 | —                         | —                         | —                         | —                         |                                          | Non-album singles |
| "4AM"                                                                                           | 2018 | —                         | —                         | —                         | —                         |                                          | Non-album singles |
| "Rain"                                                                                          | 2018 | —                         | —                         | —                         | —                         |                                          | Non-album singles |
| "Neón"                                                                                          | 2018 | —                         | —                         | —                         | —                         |                                          | Non-album singles |
| "La Salamandra" (amb Underdann)                                                                 | 2018 | —                         | —                         | —                         | —                         |                                          | Non-album singles |
| "Boom"                                                                                          | 2018 | —                         | —                         | —                         | —                         |                                          | Non-album singles |
| "Broke" (amb Tano B)                                                                            | 2019 | —                         | —                         | —                         | —                         |                                          | Non-album singles |
| "Trueno: Bzrp Freestyle Sessions Vol. 6" (amb Bizarrap)                                         | 2019 | —                         | —                         | —                         | —                         |                                          | Non-album singles |
| "Trueno: Brzp Music Sessions Vol. 16" (amb Bizarrap)                                            | 2019 | 13                        | —                         | 99                        | —                         |                                          | Non-album singles |
| "Trueno: Dolly Freestyle Sessions #01"                                                          | 2019 | —                         | —                         | —                         | —                         |                                          | Non-album singles |
| "My Dog Is" (amb C. Terrible i Shaolin Monkey)                                                  | 2019 | —                         | —                         | —                         | —                         |                                          | Non-album singles |
| "Atrevido"                                                                                      | 2020 | 31                        | —                         | —                         | —                         | - CAPIF: Or                              | Atrevido          |
| "Azul y Oro Freestyle"                                                                          | 2020 | —                         | —                         | —                         | —                         |                                          | Atrevido          |
| "Mamichula" (amb Nicki Nicole i Bizarrap)                                                       | 2020 | 1                         | 79                        | 1                         | 100                       | - CAPIF: 2× Platí - PROMUSICAE: 2× Platí | Atrevido          |
| "Jugador del Año" (amb Bizarrap i Acru)                                                         | 2020 | —                         | —                         | —                         | —                         |                                          | Non-album singles |
| "Background"                                                                                    | 2020 | —                         | —                         | —                         | —                         |                                          | Atrevido          |
| "Ñeri"                                                                                          | 2020 | 44                        | —                         | —                         | —                         |                                          | Atrevido          |
| "Rain II"                                                                                       | 2021 | 76                        | —                         | 95                        | —                         |                                          | Atrevido          |
| "Panamá" (amb Duki)                                                                             | 2021 | 16                        | —                         | 43                        | —                         |                                          | A anunciar        |
| "—" vol dir que un enregistrament no ha estat catalogat o no s'ha publicat en aquest territori. |      |                           |                           |                           |                           |                                          |                   |